# Józef Kapuściński

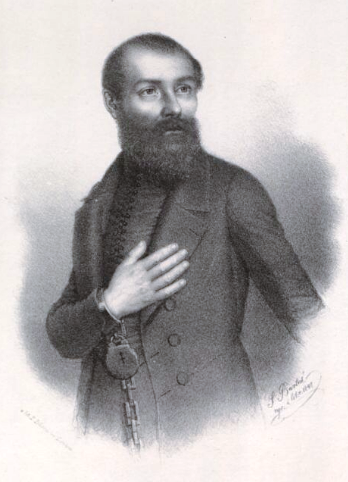
Józef Kapuściński

Józef Kapuściński (* 23. März 1818 in Gorlice; † 31. Juli 1847 in Kleparów, Rajon Salisnyzja) war ein polnischer Aufständischer.
Józef Kapuściński ging in das Jesuitengymnasium von Nowy Sącz. Er wurde ein Mitglied der Polnischen Demokratischen Gesellschaft (pln. Towarzystwo Demokratyczne Polskie). Ihm wurde vorgeworfen, dass er ein Attentat auf den Bürgermeister Kasper Markl in Pilsen geplant habe. Er wurde festgenommen und zum Tode verurteilt.
Am 31. Juli 1847 wurden Józef Kapuściński und Teofil Wiśniowski auf dem Berg Stracenia (ukrainisch: Gora Strat) bei Lemberg aufgehängt. 1894 wurde an dieser Stelle ein Obelisk errichtet, der heute noch existiert.

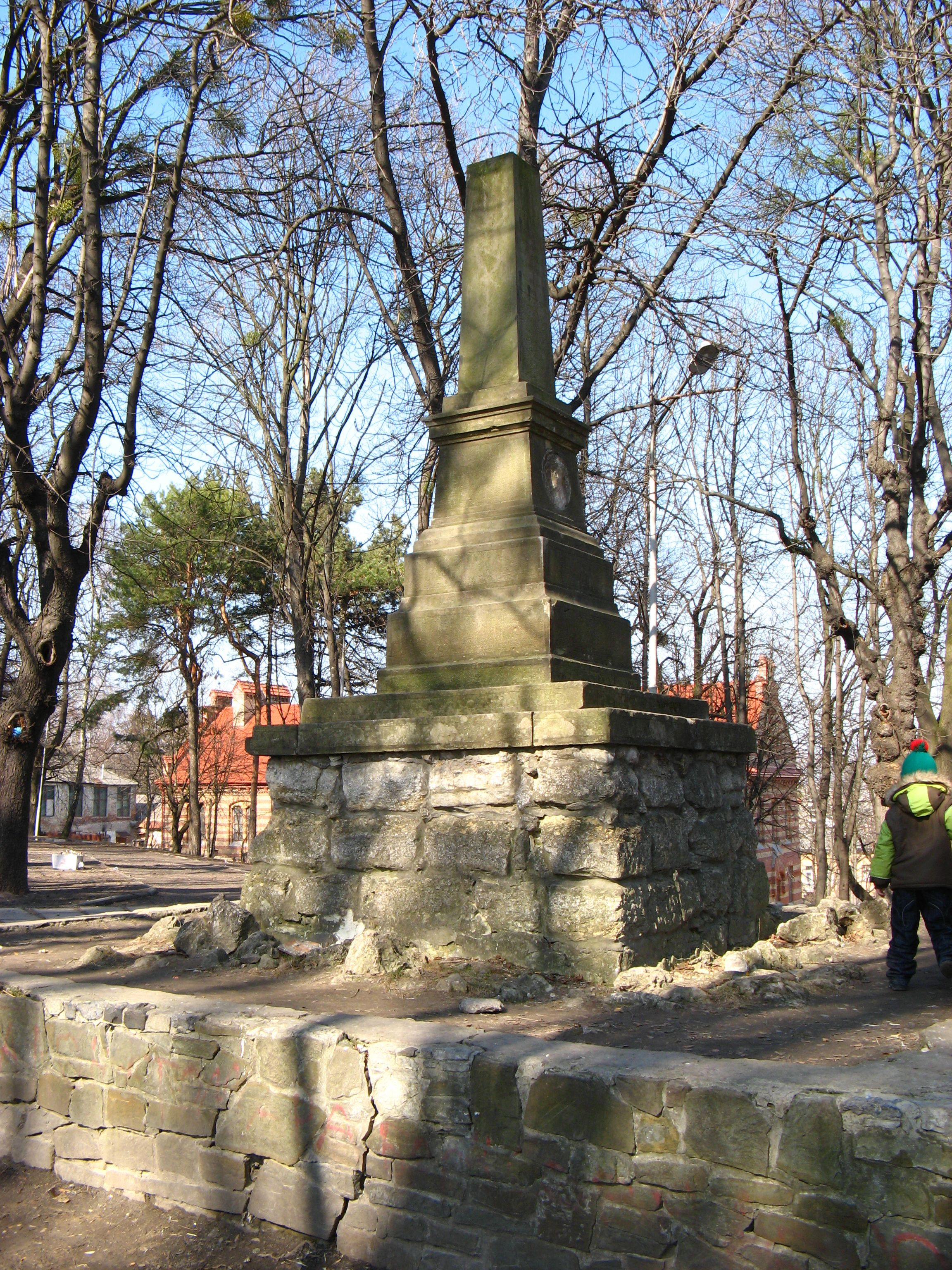
Obelisk auf dem Berg Strat in Lwiw
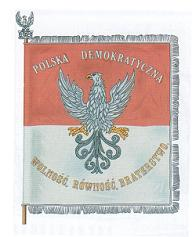
Standarte der Polnischen Demokratischen Gesellschaft